# José Miguel Guridi y Alcocer
José Miguel Guridi y Alcocer (San Felipe Ixtacuixtla, Tlaxcala, Virreinato de Nueva España, Imperio Español, 26 de diciembre de 1763 - 4 de octubre de 1828) fue un político novohispano, además de filósofo, teólogo, poeta y escritor. Fue de ideología centralista.

## Biografía
Realizó sus estudios en la Ciudad de México obteniendo un doctorado en Teología en el Colegio Mayor de Santa María de Todos los Santos. Fue párroco en Acajete y en Tacubaya.
A partir de 1810 asistió dos años a las Cortes de Cádiz como diputado por su provincia, juró su puesto el 24 de diciembre de 1810, fue presidente de las Cortes el 24 de mayo de 1812, pidió licencia en julio de 1812 y regresó a América en los primeros meses de 1813. En 1820, en la Ciudad de México fue diputado provincial por Tlaxcala y miembro de la Suprema Junta Provisional Gubernativa, la cual presidió en 1821. Luchó porque se respetaran las libertades en la Nueva España. Por su influencia, algunos criollos tlaxcaltecas se asociaron a Los Guadalupes, organización que uniría criollos e insurgentes. Influyó para que el licenciado Cornelio Ortiz de Zárate ingresara a la insurgencia y participara en el Congreso de Anáhuac, representando a Tlaxcala.
Cuando entró el ejército Trigarante a la capital de México y se consumó la Independencia, pronunció en la catedral un discurso. Después firmó el Acta de Independencia del Imperio Mexicano y representó a Tlaxcala en el Congreso Constituyente de 1822, del cual fue presidente. Luchó porque Tlaxcala fuera una provincia separada de Puebla y de México.
Entre sus obras se encuentran Arte de la lengua latina y Poesía lírica y dramática.